# Lenguas gbe
Las lenguas gbè (pronunciado [ɡb͡e˩]) forman un grupo de cerca de 20 lenguas relacionadas cuyo uso se extiende por el área que va desde el este de Ghana hasta el oeste de Nigeria. El número total de personas que hablan las lenguas gbè está entre cuatro y ocho millones. La más hablada de todas ellas es la efe o ewe (Ewe en inglés; con 3 millones de hablantes en Ghana y Togo), seguida de la fon (1,7 millones, principalmente en Benín).
Las lenguas gbè pertenecen a las lenguas lenguas Níger-Congo, y está formada por cinco lenguas principales: efe, fon, aja, gen, y phla-pherá (xwla–xwelá).

## Aspectos históricos, sociales y culturales

### Historia
La mayoría de las personas de habla gbè han llegado desde el este hasta sus actuales ubicaciones durante varias migraciones entre los siglos X y XV. Se piensa sin embargo, que algunas de las personas de habla fla-ferá son los habitantes originales del área, que se han mezclado con los inmigrantes de habla gbè, y la gente de habla gen probablemente son inmigrantes de origen ga o fante. A finales del siglo XVIII, muchos de los habitantes de habla gbe fueron esclavizados y llevados al Nuevo Mundo, por lo cual las lenguas gbe han colaborado en el nacimiento de varias lenguas criollas del Caribe. 
Hacia 1840, algunos misioneros alemanes iniciaron la investigación lingüística de las lenguas gbè. En la primera parte del siglo XX, el africanista Diedrich H. Westermann colaboró de forma prolífica en el conocimiento y estudio de la lengua gbè. La primera clasificación interna de las lenguas gbè fue publicada en 1988 por H.B. Capo, seguida de una fonología comparativa en 1991. Las lenguas gbè son tonales y aislantes y el orden básico de las palabras es Sujeto Verbo Objeto.

### Geografía y demografía
El área de las lenguas gbè está limitado al oeste por el río Volta en Ghana y al este por el río Weme en Nigeria. El límite norte se encuentra entre los 6 y 8 grados de latitud y el límite sur lo forma la costa del Atlántico. Los idiomas hablados en las cercanías son principalmente otras lenguas kwa, excepto por el este y el nordeste, donde se habla la lengua yorùbá. Al oeste, se hablan las lenguas ga-dangme y las lenguas potou-tano. Al norte, se hablan las lenguas adele, aguna, akpafu, lolobi, y yorùbá.
Las estimaciones sobre el número total de hablantes de estas lenguas varía considerablemente; Capo (1988) da un estimado modesto de cuatro millones, mientras que Ethnologue de SIL (15.ª edición, 2005) da un estimado de ocho millones. Las lenguas más habladas son la efe (en Ghana y Togo) y fon (en Benín y el este de Togo) con tres millones y 1,7 millones de hablantes respectivamente. La lengua efe se utiliza en los estudios formales en las escuelas secundarias y universidades en Ghana, y también es una lengua utilizada en no oficialmente en educación en Togo. En Benín, las lenguas aja (740 000 hablantes) y fon fueron dos de las seis lenguas nacionales seleccionadas en 1992 por el gobierno para la enseñanza de adultos.
Las cinco lenguas o bloques dialectales más importantes son:
| Nombre   | Nombres alternos | Hablantes     | Algunos dialectos                                       | Región                                                                    |
| -------- | ---------------- | ------------- | ------------------------------------------------------- | ------------------------------------------------------------------------- |
| Efe      | Ewe, vhe, ewegbe | ca. 3 000     | Anlo, kpando, ho, fodome                                | Mitad inferior de Ghana, al este del río Volta; al sudoeste de Togo       |
| Gen      | ge, mina, gengbe | ca. 400 000   | Glijí, anéxɔ, agɔ́i                                      | Lago Togo, cercanías de Anexo                                             |
| Ajá      | Ajágbè, adja     | ca. 1 300 000 | Dogbó, stádó, hwe, sikpí                                | Togo, área de Aja a lo largo del río Mono y tierra adentro                |
| Fon      | Fongbe, popo     | ca. 1 700 000 | Gungbe, kapsɛ, agbóme, maxí, wéme                       | Sudeste de Togo, Benín, al oeste del río Weme y a lo largo de la costa    |
| Fla-ferá | Fla, offra       | ca. 400 000   | Alada, tɔli, tɔfin, phelá, phla, ayizɔ, tsáphɛ, kotafon | Togo y Benín a lo largo de las costar y en los alrededores del lago Ahéme |

### Denominación
El continuo de dialectos fue llamado 'ewe' en su conjunto por Westermann, el más influyente escritor sobre este grupo de lenguas, quien utilizó el término 'ewe estándar' para referirse a la forma escrita de la lengua. Otros escritores han denominado al grupo como 'Aja', como el nombre del lenguaje local del área Aja-Tado en Benín. Sin embargo, el uso de este nombre para el grupo completo de lenguas no es aceptado por muchos hablantes y también produce confusión. Desde el establecimiento de un grupo de trabajo en el Congreso de Lenguas de África Occidental en Cotonú, en 1980, La propuesta de H.B. Capo sobre el nombre y clasificación de las lenguas ha sido generalmente aceptada: gbe, que es la palabra que significa 'legua/dialecto' en cada una de las lenguas.

## Clasificación
Greenberg, basándose en los trabajos de Westermann (1952), situó las lenguas gbe dentro de la subfamilia kwa de las lenguas Níger-Congo. Si bien la definición de la rama ha cambiado en los últimos años, las lenguas gbe siguen siendo consideradas parte de ellas y actualmente están clasificadas como sigue:
- Níger-Congo
  - Volta-Congo
    - Gbè

Existen discrepancias sobre la posición de las lenguas gbè para algunos autores están más relacionadas con las lenguas kwa mientras que otros autores lo sitúan dentro de las lenguas Volta-Níger.
Muchas de las lenguas gbe están estrechamente relacionadas. Basándose en estudios comparativos, Capo (1988) divide las lenguas gbe en cuatro grandes grupos, donde cada grupo, lejos de formar una unidad uniforme, está formado por muchos dialectos variados. Además los límites entre los grupos no siempre tienen gran diferenciación.

## Descripción lingüística

### Fonología
Las lenguas gbè son lenguas tonales, existen tonos léxicos (lexemas con tonemas) y tonos sintácticos (gramemas tonales). En la descripción de las gbè se habla de 11 tonos, 5 tonos de nivel (extra-alto [´´], alto [´], medio [ ], bajo [`], extra-bajo [``]) y 6 tonos de contorno (ascendente bajo-medio, ascendente medio-alto, ascendente bajo-alto, descendente alto-medio, descendente medio-bajo, descendente alto-bajo). Ninguna lengua gbè tiene los 5 tonos de nivel sino solo algunos de ellos, y lo mismo pasa con los tonos de contorno.

### Gramática
Las lenguas gbè son altamente analíticas y las palabras presentan poca variación morfológica. De hecho categorías como el número o la definitud se expresan mediante clíticos colocados tras el nombre y no como afijos morfológicos.
Las lenguas gbè muestran órdenes aparentes de núcleo-complemento y complemento-núcleo. Esto ha llevado a dificultades y desacuerdos en los lingüistas sobre el orden básico. Joseph Greenberg y otros describieron estas lenguas como lenguas de núcleo final y SOV y otros autores también. Sin embargo el orden SOV se encuentra en las formas de perfecto, mientras que en las de imperfecto se encuentra SVO. Las oraciones siguientes incluyen el verbo 'comprar' (xɔ̀, plè, flè) en pretérito perfecto, y muestra un orden SVO (siendo el objeto 'bicicleta'; kɛ̀kɛ́, ..., gasɔ́):
(1.ª) dàwé lɔ́ xɔ̀ kɛ̀kɛ́   [Gungbe]
(1b) dáwé ɔ́ xɔ̀ kɛ̀kɛ́   [Fongbe]
(1c) dàwé á plè kéké   [Gengbe]
(1d) ɲúʦu á flè gasɔ́ [Ewegbe] 
hombre DET comprar.PERF bicicleta
'El hombre compró una bicicleta'
Las mismas oraciones en futuro tienen un orden SVO con un auxiliar antes del verbo:
(2.ª) dàwé lɔ́ ná xɔ̀ kɛ̀kɛ́   [Gungbe]
(2b) dáwé ɔ́ ná xɔ̀ kɛ̀kɛ́   [Fongbe]
(2c) dàwé á lá plè kéké   [Gengbe]
(2d) ɲúʦu á a flè gasɔ́ [Ewegbe] 
hombre DET FUT comprar bicicleta
'El hombre comprará una bicicleta'
Sin embargo, con un aspecto imperfectivo el orden es SOV como se aprecia en las siguientes oraciones:
(3.ª) dàwé lɔ́ tò kɛ̀kɛ́  xɔ̀   [Gungbe]
(3b) dáwé ɔ́ ɖò kɛ̀kɛ́  xɔ̀   [Fongbe]
(3c) dàwé á lè kéké plè   [Gengbe]
(3d) ɲúʦu á lè gasɔ́ plè [Ewegbe] 
hombre DET IMPERF bicicleta comprar
'El hombre está comprando una bicicleta'

Estos hechos han dificultado la identificación del orden básico; existen diferentes propuestas pero se ha argumentado que la más satisfactoria consiste en suponer que son lenguas de núcleo inicial y que tanto el orden SOV como el orden núcleo-complemento es el resultado de movimientos sintácticos subsiguientes que falsean el orden intrínseco de los componentes.

### Comparación léxica
Los numerales en diferentes lenguas gbè son:
| GLOSA | Ewe-Fon | Ewe-Fon | Ewe-Fon | Otros | Otros | Otros   | Otros     | Otros       | Otros    | Otros      | PROTO- GBÈ   |
| GLOSA | Ewe     | Fon     | Maxi    | Aja   | Gen   | Kotafon | Saxwe     | Xwla        | Xwla Oc. | Waci       | PROTO- GBÈ   |
| ----- | ------- | ------- | ------- | ----- | ----- | ------- | --------- | ----------- | -------- | ---------- | ------------ |
| '1'   | èɖé     | ɖě      | ɖèé     | eɖé   | èɖě   | ɖok͡po   | ɑ̀ɖé ɖók͡pó | òɖě / lók͡pō | lók͡pó    | ɖeka       | *-ɖe+k͡po     |
| '2'   | èvè     | we      | òwè     | èvè   | èvè   | àwè     | òwê       | ōwè         | ɔ̀wè      | (e)ve      | *-βe         |
| '3'   | ètɔ̃     | atɔ̃     | ɔ̀tɔ̃̀     | etɔ̃̂   | ētɔ̃̀   | àtɔ̃̂     | ɑ̀tɔ̃̂       | ōtɔ̃̀         | ɔ̀tɔ̃̀      | (e)tɔ̃̀      | *-tã         |
| '4'   | ènè     | ɛnɛ     | ɛ̀nɛ̀     | enɛ̀   | ēnɛ̀   | ènɛ̀     | ɛ̀nɛ̃̂       | ēnɛ̀         | ɛ̀nɛ̀      | (e)ne      | *-nɛ         |
| '5'   | àtɔ̃     | atɔ̃́ː    | àtɔ̃́     | atɔ̃   | àtɔ̃́ː  | àtɔ̃́     | ɑ̀tṹ       | àtɔ̃̄ː        | àtɔ̃́      | (a)tɔ̃́      | *a-tɔ̃́        |
| '6'   | àdẽ́     | ayizɛ̃́   | ayizɛ̃   | adɛ̃   | ādɛ̃́   | aɲizɛ̃   | ɑ̀dɛ̃́       | ātrók͡pō     | àtroók͡pó | (a)dẽ́      | *-yizɛ̃ *-dɛ̃́  |
| '7'   | adrẽ́    | tɛ̃́we    | tɛ́ːwè   | adɾɛ  | ǎdrɛ̃́  | tsĩ́ã̀wè  | ɑ̀tʃówê    | ācíòwè      | àcówè    | (á)dlẽ́     | *-tɔ̃+βè -drɛ̃́ |
| '8'   | èɲí     | tã́tɔ̃    | tã́tɔ̃̀    | eɲĩ   | ēɲí   | tsĩ́ã̀tɔ̃̂  | ɑ̀tɾótɔ̃̂    | àtĩ́tɔ̃̀       | àtsítɔ̃̀   | (e)ɲí      | *tɔ̃+tã -ɲí   |
| '9'   | aʃíeké  | tɛ̃́nɛ    | tɛ̃ːnɛ̀   | ɲíɖe  | ēɲíɖé | tsĩ́ɛ̀nɛ̀  | ɑ̀tʃɛ̃́nɛ̃̂    | àcíɛ̀nɛ̀      | àtsíɛ̀    | (e)asiɖeka | *-tɔ̃+nɛ      |
| '10'  | èwó     | wǒ      | òwó     | ewó   | ēwó   | emewó   | òwō       | ōwóé        | ɔ̀síɔsí   | (e)wo      | *-wó         |